# Pierre Martin (politologue)
Pour les articles homonymes, voir Pierre Martin et Martin.
Pierre Martin est un politologue français, spécialiste de l’analyse des résultats électoraux et de l’étude des systèmes électoraux et des modes de scrutin.

## Carrière universitaire
Docteur en science politique de l'Institut d'études politiques de Paris (1983), il a été ingénieur de recherche au CNRS. Il est actuellement chercheur associé au laboratoire Pacte, à Grenoble, au sein duquel il a longtemps animé le groupe de recherches « Élections et Partis ».
Il a enseigné en master à l'Institut d'études politiques de Grenoble et assure régulièrement une chronique des élections françaises dans la revue Commentaire.

## Apports scientifiques

### La théorie des réalignements revisitée
Sa principale contribution a été l'importation en France de la théorie américaine des réalignements. Cette théorie présente la vie politique des démocraties représentatives comme la succession de périodes de politique ordinaire et de phases de réalignement. Dans son ouvrage Comprendre les évolutions électorales (Presses de Sciences Po, 2000), il revisite l'histoire électorale française à partir d'une version revisitée de la théorie des réalignements. Il a trois apports majeurs par rapport à la théorie classique des réalignements :

- la distinction entre deux types de "critical elections", les élections de rupture et les élections de réalignement

- l'utilisation du concept d'ordre électoral pour caractériser les périodes de politique ordinaire

- la précision de la zone de validité de la théorie sur le moyen terme
Ces propositions ont été précisées et prolongées par certains de ses anciens étudiants, Florent Gougou et Simon Labouret notamment. Dans une thèse de doctorat soutenue en 2014 à l'Université Grenoble Alpes, Simon Labouret a notamment analysé les élections de 2007 comme un nouveau moment de rupture. Dans un article de la Revue française de science politique (2022), Florent Gougou a analysé les élections de 2017-2019 comme un nouveau moment de réalignement. Gougou a également fait plusieurs propositions d'enrichissement théorique, notamment autour de la définition et de l'opérationnalisation empirique du concept d'ordre électoral.

### Les modes de scrutin
Pierre Martin est également spécialiste des modes de scrutin, il a également écrit Les systèmes électoraux et les modes de scrutin, ouvrage de référence sur ce sujet qu'il traîte dans une perspective internationale.

## Engagement en politique
Longtemps membre du Parti socialiste, il a été assistant puis délégué général du secteur élections de ce parti entre 1980 et 1987, puis délégué au secteur international de 1987 à 1988. Il a par la suite été chef du service Études-sondage au Service d'information et de diffusion du Premier ministre de 1988 à 1990.